# Пшедлесе
Пшедлесе (пол. Przedlesie, нім. Mitteninne) — село в Польщі, у гміні Мендзихуд Мендзиходського повіту Великопольського воєводства.
Населення — 184 особи (2011).

## Демографія
Демографічна структура станом на 31 березня 2011 року:
|          | Загалом | Допрацездатний вік | Працездатний вік | Постпрацездатний вік |
| -------- | ------- | ------------------ | ---------------- | -------------------- |
| Чоловіки | 96      | 19                 | 69               | 8                    |
| Жінки    | 88      | 17                 | 58               | 13                   |
| Разом    | 184     | 36                 | 127              | 21                   |